# Polioptila clementsi
Polioptila clementsi е вид птица от семейство Polioptilidae. Видът е критично застрашен от изчезване.

## Разпространение
Видът е разпространен в Перу.